# Volda
Volda er en kommune og en by i Møre og Romsdal fylke i Norge. Den grænser i nord og øst til Ørsta, i syd til Stryn og Eid, og i vest til Vanylven. Vest for åbningen til Voldsfjorden er kommunerne Herøy og Ulstein.  Hornindal i det tidligere Sogn og Fjordane fylke blev 1. januar  2020  sammenlagt med  Volda.
Volda Kommune ligger ved Voldsfjorden hvor kommunecenteret Volda ligger på østsiden med byen Folkestad på vestsiden. Fjorden har sidearmene Dalsfjorden med bygderne Velsvik, Lauvstad, Innselset, Åmelfot, Steinsvik, Dale; Austefjorden med Hjartåbygda, Kalvatn, Høydal og Kilsfjorden med Bjørneset, Straumshamn, Kile og Bjørkedalen 
Kommunecenteret Volda har højskole, sygehus og højteknologisk industri. Den lokale avis er Møre, som er Norges ældste lokalavis. Den udkom første gang i 1810 under navnet Norsk Landboeblad.
Mork og Ekset er en «forstad» til Volda og ligger ca. 3 km vest for Volda centrum, et stenkast fra Ørsta/Volda Lufthavn, Hovden. Et af Norges første trykkerier, Aarflot prenteverk, startede her. Det er også et museum i bygden som indeholder gamle trykkerimaskiner fra Aarflot prenteverk. 

## Natur i Volda
- Bjørkedalsvatnet
- Rotsethornet

## Historie
Volda blev etableret som Volda formandskabsdistrikt i 1837. 1. august 1883 blev Ørsta fradelt og etableret som selvstændig kommune. Volda havde på dette tidspunktet 3.485 indbyggere, Ørsta 2.070.
1. januar blev gården Ytrestølen i Ørsta med 13 indbyggere tilbageført til Volda.
1. juli 1924 blev Dalsfjord fradelt som selvstændig kommune med 960 indbyggere. Volda havde derefter 4.715 indbyggere. 
1. januar 1964 blev Dalsfjord igen en del af Volda kommune. Volda havde på dette tidspunkt 6.056 indbyggere og Dalsfjord 1.151, så den nye Volda kommune havde en befolkning på 7.207.

## Tusenårssted
Kommunens tusenårssted er Uppheimsplassen i Volda centrum. Det er planlagt at placere kunstværket «Tellusegget» af Astrid Eidset Rygh på området. Dette kunstværk var udgangspunktet for "Jordklodeægget" som var centralt under åbningen af OL på Lillehammer. 

## Byer i Volda kommune
- Volda
- Austefjorden
- Folkestad
- Dalsbygd

## I populærkultur
Volda bliver brugt i den norske film Troldjægeren fra 2010. Flere af personerne kommer fra Højskolen i Volda.